# حاسي فدول
حاسي فدول بلدية جزائرية تابعة لدائرة سيدي لعجال ولاية الجلفة. كانت تابعة لبلدية سيدي لعجال البلدية الام تتربع على مساحة 491,51 كم2 تقريبا يحدها من الشمال بلدية البواعيش بولاية المدية وبلدية العيون بولاية تيسمسيلت ومن الجنوب بلدية الرشايقة بولاية تيارت ومن الغرب بلدية بوقرة بولاية تيارت ومن الشرق بلدية سيدي لعجال بولاية الجلفة.
تمتاز بطابعها الفلاحي الكبير من حبوب وخضروات وأشجار مثمرة حيث بها العشرات من أكبر المستثمرين على مستوى الوطن كما انها تمتاز بثروة حيوانية من أغنام ومعز وأبقار. إلا أن الملاحظ هو نقصان هده الثروة في السنوات الأخيرة ودلك لعدة أسباب وعوامل، كما انها تمتاز بمياه جوفية كبيرة وتربة خصبة.
كما تمتاز بموقعها الجغرافي الاستراتيجي حيث تعتبر همزة وسط بين الغرب والشرق على الطريق الوطني رقم 40 وذلك من خلال سوقها الأسبوعي الوطني للسيارات.
يبلغ عدد سكانها حوالي 12,221 نسمة sk, 1998.
تبعد عن مقر ولاية الجلفة ب 175 كلم، تقع في الجزء الغربي من خريطة الجلفة سميت حاسي فدول بهذا الاسم للبئر القديمة الموجودة بمحاذاة مفتق الطرق لمالكها فدول واليه انتسبت التسمية
تعتبر المدينة من المدن. الجزائرية الحديثة التي نمت وظهرت إثر حقبة القرى الاشتراكية 
وللمدينة عدة دواوير من بينها 
- فيض التراب
- الواد(سوق الأحد قديما)
- طير القلاب
- الجديدة
- بن زغودة
- الرجل

## الاقتصاد
تعرف حاسي فدول أيضا بسوقها الاسبوعي الشهير، والذي يلبي حاجيات العديد من المدن المجاورة وحتى الآتين من بعيد، يضم جزء مخصص لبيع الملابس بكل انواعها بالجهة الشمالية والجهة الجنوبية تباع بها مواد التجميل بالجملة وكذلك الادوات اكهرو منزلية ومواد التاثيث وذلك من يوم الجمعة إلى يوم الأحد تتحول مساحة السوق يوم الإثنين لبيع السيارت بكل انواعها وكذلك بالجزء الشرقي وق للخضر بالجملة وسوق للمواشي. 
جغرافيا: تمتاز بموقعها الجغرافي الاستراتيجي حيث تعتبر همزة وسط بين الغرب والشرق على الطريق الوطني رقم 40 . يبلغ عدد سكانها حوالي 12,221 نسمة sk, 1998.[1]
كما أن حاسي فدول هي عبارة عن هضبة بها أراضي منبسطة تزرع سنويا بالحبوب والمحاصيل الموسمية كالبطيخ ومختلف الخضر كما أنها تتربع على مستثمرات معتبرة من أشجار للتفاح والزيتون والإجاص 
السكان: يعد سكان حاسي فدول الأصليين من الزناخرة وهم قبائل منقسمين إلى عدة عروش عائلية
السياحة المناسبات المحلية المقامة سنويا التي تجلب السياح كالطعوم والتويزة على حد تعبير السكان المحليين والتي تعتبر الجالب الرئيسي لتبادل الثقافات والعادات من موسيقى محلية وأطباق
المرافق العلمية